# 齊亞帕C9-12泵動式霰彈槍
齊亞帕C9-12（英語：Chiappa C9-12；9，意為：最大裝彈數為9發；12，意為：12鉛徑）是一款由意大利槍械製造商齊亞帕所研發生產的現代化標準型泵動式戰術散彈槍，發射多種23⁄4英吋、3英吋或31⁄2英吋的12鉛徑霰彈。

## 歷史
齊亞帕武器公司最早是以生產.22 LR口径M1911手槍和M4卡賓槍為主，以後曾經仿製一些舊式槍械，其中包括了由白朗寧所設計的溫徹斯特M1887槓桿式散彈槍和其電影的修改型M1887 T型。這兩款仿製型M1887一經推出，都受到了老槍迷的歡迎。
此後，齊亞帕武器公司亦向美國市場推出一款三管霰彈槍，並且贏得市場關注。在這種良好的形勢以下，齊亞帕武器公司決定從民用市場轉戰到警用市場，並且與土耳其Girsan機器與輕武器公司合作，推出齊亞帕C9-12戰術霰彈槍。

## 設計細節

### 槍管組件
滑膛槍管採用不鏽鋼制造，枪管后方刻有铭文。通常，霰彈槍的喉缩設於槍管內膛，而C9-12的收束器則是從槍管口部伸出一段，其上製有多個泄氣孔，也即這段收束器兼作消焰器。收束器表面帶有三圈防滑紋，收束器前端設有鋸齒，用於擊打玻璃和攻擊目標。槍管上的準星採用現在流行的红色光纖準星，兩側帶有護翼。

### 管式彈倉
槍管下方細長的管式彈倉是齊亞帕C9-12戰術霰彈槍鮮明的特點。管式彈倉幾乎與槍管相同長，可裝填8發12鉛徑霰彈。管式彈倉同樣由不鏽鋼材料打造而成，提升了可靠性和防撞擊能力。管式彈倉前方的彈倉帽則為聚合物製造，其上設有兩圈螺紋。槍管下方設有管式彈倉固定環，用於將管式彈倉與槍管固定在一起，固定環左側設有背帶環。

### 機匣組件
機匣是由鋁合金製造以減輕全槍的质量。機匣頂部安裝有MIL-STD-1913戰術導軌，可用以安裝光学瞄准镜、紅點鏡／反射式瞄準鏡、全息瞄準鏡、棱鏡式瞄準鏡、夜視鏡或熱成像儀。導軌後方安裝有機械瞄具——這是一款鬼環式照門，藉由螺釘固定在機匣頂部，而非安裝在導軌上。

### 槍機組件
槍機組件採用了與雷明登870泵動式霰彈槍相同的結構，這種經典的結構非常可靠。保險也與雷明登870一樣，因此習慣使用雷明登870的使用者不必重新訓練就可以直接操作使用。

### 聚合物部件
該槍除了彈倉帽是聚合物製造而成以外，護木和槍托也採用聚合物製造而成。採用超長設計的護木不僅美觀大方，也給管式彈倉提供更多保護。護手的形狀和設有防滑紋的整體都利於使用者握持。槍托與手槍握把採用一體式設計，手槍握把上亦設有防滑紋以便於握持。固定式槍托更有利於使用者（例如警員）抵肩射擊。槍托尾部設置有橡膠製緩衝墊。槍托後方下部則設有背帶環。

## 衍生型
C9-12戰術霰彈槍是面向警用霰彈槍市場而打造的，而在民用市場，齊亞帕公司則推出了C9-12無槍托版，這是一款拆卸槍托、只有手槍握把的C9-12，全槍總長度只有876.3毫米（34.5英吋），專門針對居家防衛和特種警察客戶。全槍塗裝改為銀色。
此外，在C9-12基礎上，齊亞帕公司還推出了C6-12系列，其槍管長縮短到469.9毫米（18.5英吋）。相應地，管式彈倉也縮短了，彈倉容彈量只有5發。該系列亦具有伸縮槍托型和無槍托型。

## 外部連結
- （英文）—Chiappa Product Page with images—
  - C6-12 PUMP SHOTGUN, Adjustable stock
  - C6-12 Pump Shotgun, YOUTH
  - C6-12 Pump Shotgun, Black
  - C9-12 PUMP SHOTGUN Pistol Grip
  - C9-12 PUMP SHOTGUN GHOST
- （英文）—The Firearm Blog.com—Chiappa C6 Youth Shotgun （页面存档备份，存于）
- （英文）—Tactical Life.com—Chiappa C9-12 （页面存档备份，存于）
- （英文）—Guns.com—
  - Details Emerge About Silver Shadow's Gilboa Snake: the Double-Barreled AR Rifle （页面存档备份，存于）
  - Some one-on-one time with the Chiappa Triple Threat (VIDEO) （页面存档备份，存于）
- （英文）—all4shooters.com—Chiappa C6-12 and C9-12 （页面存档备份，存于）